# Tseung Kwan O
Tseung Kwan O (appelé aussi Cheung Kwan O ou Junk Bay) est une baie du district de Sai Kung, dans les Nouveaux Territoires, à Hong Kong. À la pointe Nord de la baie se trouve le village de Tseung Kwan O.
La ville nouvelle de Tseung Kwan O (en) est l'une des neuf nouvelles villes de Hong Kong ; elle a été construite essentiellement sur le territoire récupéré sur la mer, dans la moitié Nord de la baie. 

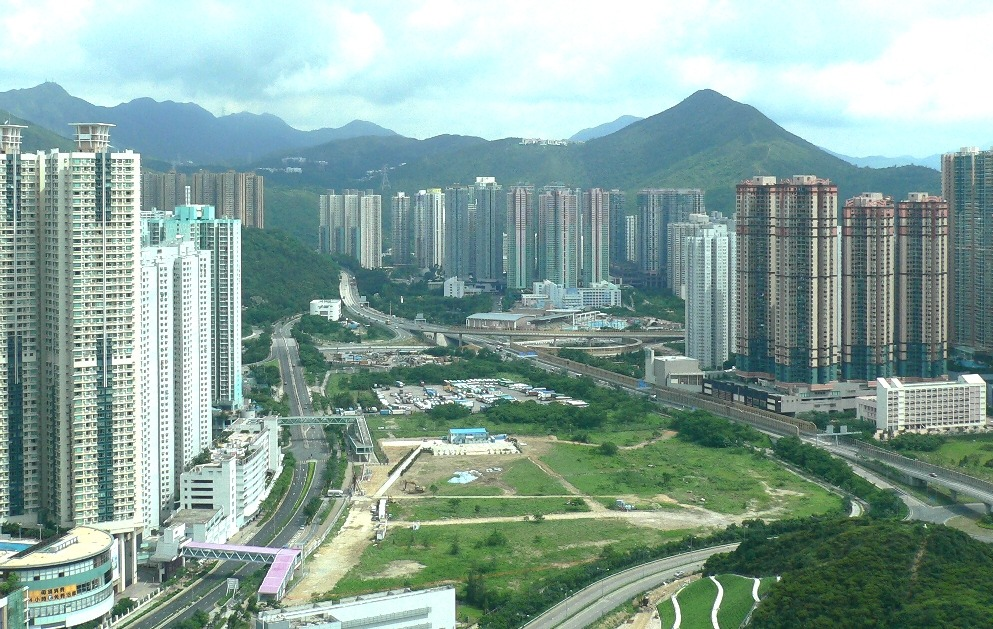
La nouvelle ville de Tseung Kwan O en 2006.